# Bactrocera atrisetosa
Bactrocera atrisetosa
 es una especie de díptero que Perkins describió por primera vez en 1939. Bactrocera atrisetosa pertenece al género Bactrocera de la familia Tephritidae.